# Colle Abate
Il colle Abate o monte Abate è una montagna alta 919 m del Lazio (Italia), in provincia di Frosinone, 8 km a nord di Cassino. Il colle ricade nei territori di Belmonte Castello e Terelle, dove si trova la vetta.